# Demokratische Partei Deutschlands (1995)
Die Demokratische Partei Deutschlands (DPD) war eine am 29. Oktober 1995 in Berlin gegründete Partei, die sich als „Interessenvertretung der in Deutschland lebenden Ausländer“ verstand. Die DPD nahm unter anderem an der Bundestagswahl 1998 teil. 2002 löste sie sich auf.

## Politisches Programm
Die Demokratische Partei Deutschlands sah die Schwerpunkte ihrer politischen Arbeit im Einsatz für die Gleichberechtigung von Ausländern und im Kampf gegen den Rassismus. So  forderte sie bereits 1995 ein Antidiskriminierungsgesetz. Weiter strebte die DPD die Einführung der doppelten Staatsbürgerschaft und die rechtliche Gleichstellung der in Deutschland lebenden Ausländer nach zehnjährigem Aufenthalt ohne Einbürgerungszwang an. In ihrem Parteiprogramm bekannte sie sich zur sozialen Marktwirtschaft und für das Weiterbestehen der NATO.
Bereits im Vorfeld der Parteigründung wurde u. a. von Cem Özdemir die Meinung vertreten, dass es sinnvoller wäre, wenn Ausländer in die bereits bestehenden Parteien eintreten würden. Auch wurde bestritten, dass die Partei für alle Türken oder  Ausländer sprechen könne.

## Wahlergebnisse
Im Frühjahr 1996 beteiligte sich die Demokratische Partei Deutschlands an der Landtagswahl in Baden-Württemberg, dem Bundesland, in dem sie mit 600 Mitgliedern (von insgesamt 1500 im gesamten Bundesgebiet) relativ stark vertreten war. In den drei Wahlkreisen Esslingen, Vaihingen an der Enz und Lörrach bekam sie 440 Stimmen (0,0 %).
Zur Bundestagswahl 1998 trat die DPD nur mit einer Landesliste in ihrem stärksten Landesverband Baden-Württemberg mit fünf Kandidaten an, von denen zwei auch direkt kandidierten (in Ludwigsburg und Aalen). Außerdem gab es noch zwei Wahlkreisbewerber in Lörrach und im Zollernalbkreis ohne Listenplatz. Die insgesamt sieben Bewerber waren männlich, in mittelständischen Berufen (Rechtsanwalt, Übersetzer, drei Handwerker, Gerichtsreferendar, Rentner) tätig und stammten ursprünglich aus der Türkei. Die DPD erhielt 1172 Erst- und 2432 Zweitstimmen (0,005 %). Der seinerzeitige Kandidat Macit Karaahmetoğlu wechselte später zur SPD und wurde für diese 2021 in den Bundestag gewählt.